# قسم سفالغران الريفي (مقاطعة بهار)
قسم سفالغران الريفي (بالفارسية: دهستان سفالگران) هي منطقة ريفية تقع في إيران في Lalejin District. يقدر عدد سكانها بـ 11,536 نسمة .